# Am Pätzer See
Am Pätzer See ist ein Wohnplatz der Gemeinde Groß Köris im Landkreis Dahme-Spreewald in Brandenburg.

## Geografische Lage
Der Wohnplatz liegt nordwestlich des Gemeindezentrums und grenzt im Norden an den Pätzer Hintersee der Gemeinde Bestensee, die sich nördlich anschließt. Östlich liegt der Groß Köriser Wohnplatz Am Rogha, südlich der Güldensee sowie im Westen, durch die Bundesautobahn 13 voneinander getrennt, mit Motzen ein Ortsteil der Stadt Mittenwalde. Der überwiegende Teil der Gemarkung wird landschaftlich genutzt und ist durch die Straße Försterweg Ausbau von Westen her zu erreichen.

## Geschichte
Der Wohnplatz Am Pätzersee erschien erstmals im Jahr 1894 in den Akten und wurde dort im Jahr 1932 als Am Pätzer See geführt. In dieser Zeit zogen zahlreiche Berliner in den Ort und errichteten an diesem Wohnplatz, wie auch am Großen Karbuschsee, zahlreiche Gebäude.